# سووسمیر (شهرستان یای‌ایل)
سووسمیر (به لاتین: Suusamyr) یک منطقهٔ مسکونی در قرقیزستان است که در شهرستان یای‌ایل واقع شده‌است. سووسمیر ۲٬۶۷۴ نفر جمعیت دارد.